# Albert Stuivenberg
Albert Stuivenberg (ur. 30 października 1970 w Rotterdamie) – holenderski piłkarz, po zakończeniu kariery zawodniczej trener piłkarski. Asystent trenera angielskiego klubu Arsenal i reprezentacji Walii.

## Życiorys

### Kariera trenerska
Swoją karierę szkoleniową zaczął w 1992 roku jako trener zespołu U-19 Feyenoordu. W latach 2003–2006 pracował jako trener juniorów, najpierw w belgijskim RWD Molenbeek U-19, później zaś w emirackim Al-Jazira Club. W latach 2006–2013 selekcjoner reprezentacji Holandii do lat 17, z którą w 2008 roku zajął trzecie, zaś w 2009 roku drugie miejsce na Mistrzostwach Europy U-17. W latach 2013–2014 prowadził reprezentację Holandii U-21. W lipcu 2014 został zatrudniony jako asystent trenera Ryana Giggsa w angielskim zespole Manchester United. W latach 2016–2017 trener belgijskiego klubu KRC Genk z Eerste klasse A. Od marca 2018 jest asystentem trenera reprezentacji Walii, a od grudnia 2019 Arsenalu.

## Sukcesy

### Holandia U-17
- Mistrzostwa Europy U-17: 3. miejsce w 2008 roku
- Mistrzostwa Europy U-17: 2. miejsce w 2009 roku
- Mistrzostwa Europy U-17: 1. miejsce w 2011 roku
- Mistrzostwa Europy U-17: 1. miejsce w 2012 roku